# Palacio consistorial de Ciudad del Cabo
El Palacio consistorial de Ciudad del Cabo es  gran edificio eduardiano en el centro de Ciudad del Cabo que alberga el Ayuntamiento de Ciudad del Cabo. Fue construido en 1905 y se encuentra en Grand Parade, al oeste del Castillo de Buena Esperanza y está construido con piedra caliza monolítica de color miel importada de Bath, Inglaterra.

## Historia
El edificio fue diseñado como resultado de un concurso público por los arquitectos ganadores Harry Austin Reid y Frederick George Green. Los contratistas fueron T. Howard y FG Scott. Gran parte del material de construcción, incluidas las terminaciones fueron importados de Europa.

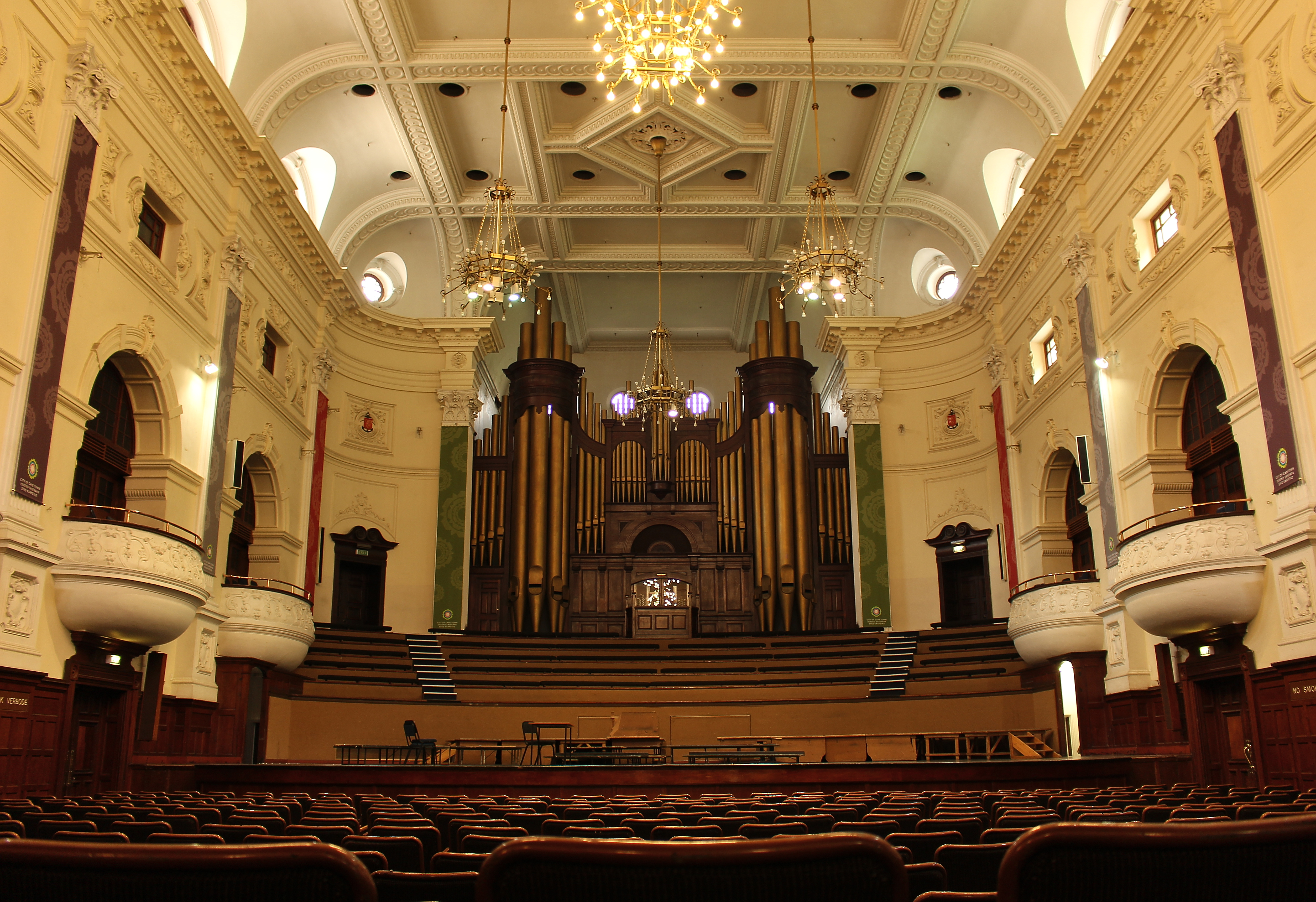
Auditorio con Órgano

El órgano fue construido por Norman y Beard de Londres y Norwich, con las especificaciones fueron redactadas por Sir George Martin, organista de la Catedral de San Pablo de Londres  especialmente para este edificio. Los materiales son de alta calidad, y el órgano está hecho de caoba, teca y pino. Sir George Martin se refirió a él como “un instrumento magnífico en cada gradación de tono, desde el stop más suave hasta la tuba más poderosa que se encuentra en el órgano, y todo bajo el control más perfecto, y que en conjunto el instrumento debe ser considerado un triunfo artístico y mecánico ”. Hay en total 3165 tuberías. El viento fue suministrado por un soplador cinético accionado por un motor eléctrico.
Su torre tiene un reloj que marca las horas, medias y cuartos con campanadas tipo Westminster. Las esferas del reloj están compuestas de 4 diales con esqueleto de hierro rellenos de ópalo. El reloj tiene una autonomía de 24 horas. Las campanas fueron echadas por John Taylor and Co de Loughborough y el reloj fue suministrado por JB Joyce & Co de Whitchurch.
El carillón del Ayuntamiento se instaló como un monumento de guerra de la Primera Guerra Mundial, y en 1925 se agregaron 22 campanas adicionales con la visita del Príncipe de Gales.
El 11 de febrero de 1990, pocas horas después de salir de prisión, Nelson Mandela pronunció su primer discurso público desde el balcón del Ayuntamiento de Ciudad del Cabo.

## Uso actual
El edificio ya no alberga las oficinas del ayuntamiento de Ciudad del Cabo, que se encuentran en el Centro Cívico de Ciudad del Cabo. Entre 1982 a 2008 fue sede de la Biblioteca Central, que se trasladó al adyacente Old Drill Hall. Ahora alberga eventos creativos y culturales como exposiciones de arte y conciertos. Uno de estos eventos incluye "City-Hall-Sessions", quizás el evento más importante que se lleva a cabo aquí es el Encendido de luces festivas, organizado por la ciudad. El evento es gratuito e incluye a los mejores artistas locales, músicos y una exhibición de mapeo de proyección en la fachada del edificio.

## Estatua de Nelson Mandela
El 24 de julio de 2018, se inauguró una estatua de Nelson Mandela en el balcón con vistas al Gran Desfile. Fue en el mismo lugar donde pronunció su discurso cuando salió de la cárcel el 11 de febrero de 1990 También se creó un modelo informático en 3D de la estatua de Nelson Mandela. El modelo 3D se basa en el escaneo láser terrestre y fotogrametría.